# Campoplex kamijoi
Campoplex kamijoi là một loài tò vò trong họ Ichneumonidae.